# Evergestis renatalis
Evergestis renatalis là một loài bướm đêm trong họ Crambidae.